# Campeonato de España de Atletismo en pista cubierta de 1969
El V Campeonato de España de Atletismo en pista cubierta, se disputó el día 22 de febrero de 1969 en la pista de atletismo instalada en el Palacio Ferial nº 1 de Barcelona, España.

## Resultados

### Hombres
| Evento              | Oro                         | Plata                                 | Bronce                        |
| ------------------- | --------------------------- | ------------------------------------- | ----------------------------- |
| 50 m                | Juan Carlos Jones 5.9       | Manuel Carballo 6.0                   | José Luis Sánchez Paraíso 6.0 |
| 400 m               | Ramón Magariños 49.0        | Alfonso Gabernet 49.6                 | José María Reina 49.7         |
| 800 m               | Juan Borraz 1:53.9          | José María Alonso 1:55.2              | Luis Alonso 1:55.4            |
| 1500 m              | José María Morera 3:49.8    | Juan Carreras 3:50.3                  | Joaquín Sánchez 3:51.8        |
| 55 m vallas         | Rafael Cano 7.0             | Manuel Ufer 7.2                       | Félix Delgado de Robles 7.4   |
| Salto de altura     | Luis María Garriga 2,06     | José Martín Mateos 1,98               | López Mañoso 1,95             |
| Salto con pértiga   | Ignacio Sola 4,90           | Carlos Hevia 4,40 Antonio Mateos 4,40 |                               |
| Salto de longitud   | Rafael Blanquer 7,54        | Jacinto Segura 7,39                   | Juan José Azpeitia 7,08       |
| Triple salto        | César Suárez de Centi 15,38 | Jesús Bartolomé 15,29                 | Juan José Azpeitia 15,09      |
| Lanzamiento de peso | Antonio Herrería 16,71      | Manuel Ruiz Parajón 14,96             | Alfonso Vidal-Quadras 14,67   |

### Mujeres
| Evento              | Oro                            | Plata                         | Bronce                  |
| ------------------- | ------------------------------ | ----------------------------- | ----------------------- |
| 50 m                | Albina Gallo 6.7               | Isabel Montaña 6.8            | María Jesús Sánchez 6.8 |
| 400 m               | Rosa Sierra 59.9               | Josefina Salgado 1:00.1       | Catalina Marcos 1:04.3  |
| 800 m               | Coro Fuentes 2:17.8            | Belén Azpeitia 2:21.8         | Aurora Salgado 2:22.3   |
| 50 m vallas         | María Jesús Sánchez 7.7        | Pilar Fanlo 7.9               | Esther Vegas 8.1        |
| Salto de altura     | Sagrario Aguado 1,56           | Teresa María Roca 1,53        | Herminia Colomo 1,40    |
| Salto de longitud   | María Josefa Gago 5,29         | Cristina Alonso 5,28          | Blanca Miret 5,07       |
| Lanzamiento de peso | Ana María Molina de Haro 12,02 | María Luisa García Pena 11,67 | Concepción Laso 11,46   |

## Récords batidos
| Tipo              | Sexo    | Prueba          | Atleta          | Marca  |
| ----------------- | ------- | --------------- | --------------- | ------ |
| Récords de España | Mujeres | 800 m           | Coro Fuentes    | 2:17.8 |
| Récords de España | Mujeres | Salto de altura | Sagrario Aguado | 1,56   |